# Rudolf Imelmann
Rudolf Imelmann (* 31. Januar 1879 in Berlin; † 17. März 1945 in London) war ein deutscher Anglist und Hochschullehrer.

## Leben und Wirken
Nach seiner Reifeprüfung am Joachimsthaler Gymnasium Berlin studierte Rudolf Imelmann ab 1898 zunächst Germanistik und Nordische Philologie an den Universitäten Jena und Bonn. Nach seinem 5. Studiensemester studierte er auch Anglistik, Romanistik und Keltologie an den Universitäten Freiburg/Br. und Berlin. 1902 promovierte er an der Universität Berlin bei dem Anglisten und Literaturwissenschaftler Alois Brandl. In den Jahren von 1903 bis 1914 hielt er sich immer wieder zu Studienzwecken in England auf, u. a. in Bangor zum Erlernen der keltischen Sprachen. 1905 habilitierte er sich an der Universität Bonn und lehrte dort bis 1918 als Privatdozent bzw. ab 1914 als Titularprofessor. Während des Ersten Weltkriegs war er in Berlin am Kriegspresseamt tätig. 1918 erhielt er einen Ruf auf eine Professur an der Universität Rostock und leitete dort das Englische Seminar. Von 1929 bis 1933 war Imelmann o. Professor an der Universität Frankfurt/M. 1933 wurde der Protestant Imelmann wegen seiner jüdischen Herkunft aufgrund des Berufsbeamtengesetzes (§ 3) entlassen. 1939 emigrierte er nach England und starb dort 1945.
Imelmann veröffentlichte vor allem Arbeiten zur altenglischen Literatur. Außerdem übersetzte er drei Werke von William Shakespeare in die deutsche Sprache.

## Veröffentlichungen
- Das altenglische Menologium. Ebering, Berlin 1902 (= Dissertation Universität Berlin).
- Zu den Anfängen des Blankverses. Surreys Aeneis IV in ursprünglicher Gestalt. In: Jahrbuch der Deutschen Shakespeare-Gesellschaft, Bd. 41 (1905), S. 82–123.
- Lazamon. Versuch über seine Quellen. Weimann, Berlin 1906 (= Habilitationsschrift Universität Bonn).
- Die altenglische Odoaker-Dichtung. Springer, Berlin 1907.
- Wanderer und Seefahrer im Rahmen der altenglischen Odoaker-Dichtung. Springer, Berlin 1907.
- Shelleys Alastor und Goethe. In: Zeitschrift für vergleichende Litteraturgeschichte, N.F., Bd. 17 (1909), S. 421–435.
- Chaucers Haus der Fama. In: Englische Studien, Bd. 45 (1912), S. 397–431.
- (Hrsg.): John Brahmis / Historia Regis Waldei (= Bonner Studien zur englischen Philologie, Bd. 4). Hanstein, Bonn 1912.
- Cramb über Deutschland und England. In: Internationale Monatsschrift für Wissenschaft, Kunst und Technik, Bd. 10 (1915), S. 107–118.
- Der deutsche Krieg und die englische Literatur. Verlag Friedrich Cohen, Bonn 1915.
- Forschungen zur altenglischen Poesie. Weidmann, Berlin 1920.
- Englische Literatur. In: Vom Altertum zur Gegenwart. Die Kulturzusammenhänge in den Hauptepochen und auf den Hauptgebieten. 2. Aufl. Teubner, Leipzig 1921, S. 224–237.
- (Übers.): William Shakespeare / Antonius und Cleopatra. Insel-Verlag, Leipzig 1923.
- (Übers.): William Shakespeare / Coriolanus. Insel-Verlag, Leipzig 1925.
- (Übers.): William Shakespeare / Der Kaufmann von Venedig. Insel-Verlag, Leipzig 1927.
- Der Deutsche im englischen Spiegel. In: Zeitschrift für Deutschkunde, Bd. 41 (1927), H. 12, S. 821–828.
- Die englische Philologie an den deutschen Universitäten. Hinstorff, Rostock 1931.